# Piazzali
Piazzali ist eine Gemeinde auf der französischen Mittelmeerinsel Korsika. Sie gehört zum Département Haute-Corse, zum Arrondissement Corte und zum Kanton Castagniccia. Der Dorfkern liegt auf ungefähr 400 Metern über dem Meeresspiegel. Nachbargemeinden sind Perelli im Westen, Valle-d’Alesani im Nordosten sowie Ortale und Novale im Südosten.

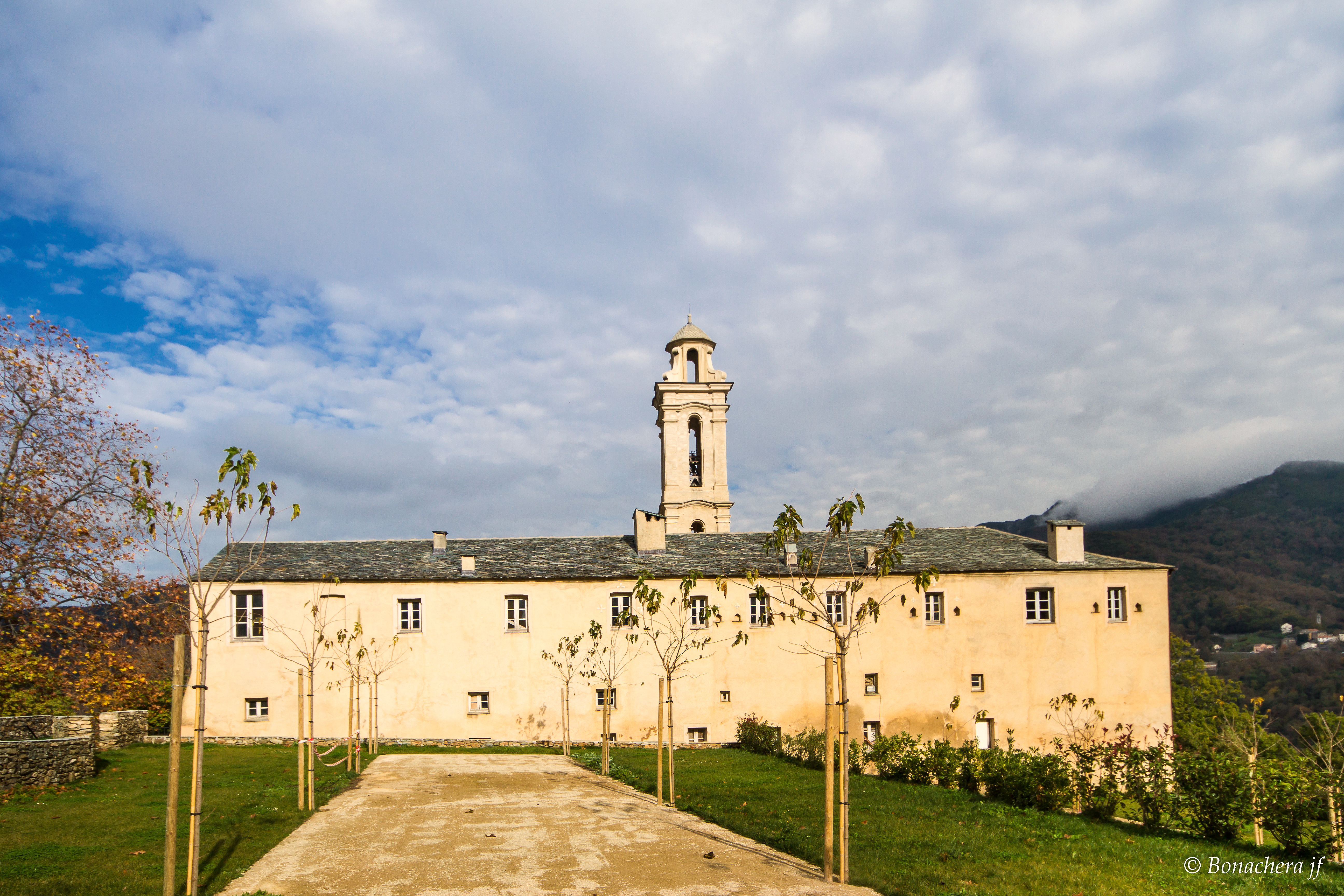
Le couvent d’Alisgiani

## Bevölkerungsentwicklung
| Jahr      | 1962 | 1968 | 1975 | 1982 | 1990 | 1999 | 2008 | 2012 |
| --------- | ---- | ---- | ---- | ---- | ---- | ---- | ---- | ---- |
| Einwohner | 56   | 39   | 38   | 33   | 11   | 13   | 15   | 17   |